# Перфорационные очки
Эффект дырчатых очков, аппроксимированных камерой
Дырчатые очки (прочие названия — дифракционные очки, перфорационные очки, перфорированные, дырочные, сотовидные, щелевые либо очки-тренажеры) — очки, представляющие собой пластмассовую или металлическую оправу с пластинами из непрозрачного чёрного пластика (вместо линз) со множеством круглых отверстий, расположенных в определённом (псевдошахматном) порядке. Принцип их работы аналогичен реализованному в камере-обскуре или стенопе — наблюдение объекта через небольшое отверстие позволяет уменьшить пятно рассеяния на сетчатке глаза, а следовательно увеличить чёткость изображения и его резкость.
Утверждения производителей и продавцов о возможности использования очков для излечения от заболеваний глаз и повышения остроты зрения не имеют под собой научных оснований и не подтверждены исследованиями.

## Применение и рекомендации
Дырчатые очки рекомендуются их производителями и продавцами к применению в следующих целях:
- при интенсивных напряжениях зрения, в качестве способа снятия нагрузки на глазах;
- для кратковременной коррекции миопии, гиперметропии, астигматизма;
- для кратковременной коррекции зрения у лиц с помутнениями оптических сред глаза (начальная катаракта, поверхностные помутнения роговицы и др.)

### Рекомендации
- Использовать очки-тренажеры необходимо при хорошем освещении.
- Очки-тренажёры рекомендуется носить не более 2 часов в день.
- В очках-тренажерах нельзя работать с острыми предметами.

## Недостатки и противопоказания
К недостаткам можно отнести тот факт, что непрозрачный экран ограничивает поступление света в глаза и регулярное ношение таких очков может плохо переноситься человеком. Ношение в условиях недостаточного освещения не рекомендуется. Постоянное ношение подобных очков может нанести вред, в частности ухудшить бинокулярное зрение.
К противопоказаниям можно отнести прогрессирующую близорукость, нистагм. При глаукоме и болезнях сетчатки очки могут применяться только после консультации офтальмолога.

## Эффективность использования
Лечебные свойства являются предметом многочисленных споров. Минздрав РФ, ссылаясь на «Комитет по новой технике», разрешил выпуск очков-тренажёров, но при этом считая их лишь средством временной коррекции зрения. Лечебную значимость перфорационных очков подтверждают только рекламные материалы, иногда выдаваемые продавцами за заключения специалистов-офтальмологов, например, несуществующего профессора Г. А. Бородина из также несуществующего Российского Офтальмологического Центра «Здоровое зрение». Следует добавить, что клинические исследования в этой области отсутствуют, а о необходимости регулярного ношения стоит посоветоваться со специалистом-офтальмологом.

## Варианты исполнения
В описаниях очков можно встретить утверждения о том, что расстояние между отверстиями, форма, толщина и размер линзы должны быть подобраны тщательным образом, а использование «поддельных» очков может нанести вред здоровью.
В действительности же принцип работы всех перфорационных очков одинаков, а истинность рекламных утверждений вызывает сомнения.

## Прочее
Дырчатые очки были рассмотрены в передаче Елены Малышевой «Здоровье». В ходе выпуска доктор медицинских наук Михаил Коновалов высказал мнение, что при возникновении проблем со зрением следует прибегать к традиционным методам восстановления и коррекции. А при таких заболеваниях как глаукома и дистрофия сетчатки подобные очки вовсе противопоказаны. Сама Малышева назвала очки «деньгами, выкинутыми на ветер». О возможном релаксационном действии очков, о котором заявляют производители, в передаче упомянуто не было.